# Dobson (Caroline du Nord)
Pour les articles homonymes, voir Dobson.
La ville de Dobson est le siège du comté de Surry, dans l’État de Caroline du Nord, aux États-Unis. Sa population s’élevait à 1 586 habitants lors du recensement de 2010, estimée à 1 590 habitants en 2016.

## Histoire
Dobson est le siège du comté depuis 1853, date à laquelle elle a supplanté Rockford, aujourd’hui une zone non incorporée. Elle tient son nom de William Polk Dobson (en), un citoyen éminent de la ville qui était le cousin de James K. Polk, le onzième président des États-Unis.

## Démographie
| Groupe            | Dobson | Caroline du Nord | États-Unis |
| ----------------- | ------ | ---------------- | ---------- |
| Blancs            | 78,3   | 68,5             | 72,4       |
| Autres            | 14,9   | 4,4              | 6,4        |
| Afro-Américains   | 4,2    | 21,5             | 12,6       |
| Métis             | 1,4    | 2,2              | 2,9        |
| Asiatiques        | 0,3    | 2,2              | 4,8        |
| Amérindiens       | 1,0    | 1,3              | 0,9        |
| Total             | 100    | 100              | 100        |
|                   |        |                  |            |
| Latino-Américains | 24,5   | 8,4              | 16,7       |

En 2010, les Mexicano-Américains représentent 20 % de la population de Dobson, alors que les Guatémalo-Américains représentent 2,6 % de la population
Selon l'American Community Survey, pour la période 2011-2015, 82,18 % de la population âgée de plus de 5 ans déclare parler anglais à la maison alors que 17,82 % déclare parler l'espagnol.
| 1900 | 1910 | 1920 | 1930 | 1940 | 1950 |
| ---- | ---- | ---- | ---- | ---- | ---- |
| 327  | 360  | 368  | 446  | 520  | 609  |

| 1960 | 1970 | 1980  | 1990  | 2000  | 2010  |
| ---- | ---- | ----- | ----- | ----- | ----- |
| 684  | 933  | 1 222 | 1 195 | 1 457 | 1 586 |